# الأصلي (مسلسل)
الأصلي هو مسلسل تلفزيوني مصري عُرض في عام 2023، من بطولة ريهام عبد الغفور، منال سلامة، أحمد الشامي، تامر نبيل، أحمد سعيد عبد الغني، من تأليف أمين جمال، وسيناريو وحوار مينا بباوي، ومن إخراج أحمد حسن.

## قصة المسلسل[1]
تدور أحداث المسلسل في إطار درامي اجتماعي، من خلال شخصية "فاطمة الأصلي"، ابنة سيد الأصلي، والذي يعد من كبار تجار قطع غيار السيارات، المتزوج أيضاً بزوجة ثانية وأنجبت لها 3 فتيات وولد، كأخوة غير أشقاء لفاطمة. ومع ذلك تبقى فاطمة هي الأقرب إليه، وعند وفاته تتغير الأمور بشكل كبير داخل العائلة.

## بطولة
- ريهام عبد الغفور
- منال سلامة
- أحمد الشامي
- تامر نبيل
- أحمد سعيد عبد الغني
- شروق إبراهيم
- يوسف عثمان
- شاهيستا سعد
- طه خليفة
- جلا هشام
- رانيا السيد
- محمود الشرقاوي
- مارتينا عادل
- يحيى محمد
- بلال مجدي